# Anni sacri
Anni sacri (12 de março de 1950), emitida no 12.º aniversário de sua coroação, é uma encíclica do papa Pio XII em um programa de combate ao ateísmo. 
A encíclica declara: 
A guerra acabou, mas a paz ainda não chegou. A razão para isso é que mentiras injustas são substituídas pela verdade. Em alguns países, a imprensa se volta contra a religião e ridiculariza os sentimentos religiosos. Em muitos outros, continua a perseguição dos fiéis cristãos. Portanto, é necessário, neste Ano Santo de 1950, pregar a verdade e o verdadeiro evangelho de Cristo.
O Papa Pio XII pede esforços em toda a Igreja, para iniciar uma verdadeira cruzada de oração entre os fiéis, para implorar remédios adequados para os males atuais. Ele pede orações públicas em todo o mundo em 26 de março, domingo da paixão. Nesse dia, o Papa descerá à Basílica de São Pedro para orar não somente com os que aí estiverem, mas com todo o mundo católico. Aqueles que, por motivo de doença, idade avançada ou outros motivos, não podem ir à igreja, são solicitados a orar em casa.

## Citações da encíclica
- Embora a guerra tenha cessado em quase todo o lado, no entanto, a tão desejada paz não chegou — uma paz estável e sólida que poderia resolver alegremente as muitas e cada vez maiores razões de discórdia. Muitas nações ainda se opõem umas às outras; e à medida que a confiança diminui uma corrida armamentista, deixando os corações de todos superados pelo medo e pela trepidação.[2]
- Não só o maior mal mas a raiz de todo o mal é esta: muitas vezes a mentira é substituída pela verdade, e é depois utilizada como instrumento de disputa. Por parte de não poucas religiões é transmitida como algo sem importância, e noutros lugares absolutamente proibido na vida familiar e social como resquício de antigas superstições; o ateísmo público e privado é exaltado de tal forma que Deus e a Sua lei estão a ser abolidos, e a moral já não tem qualquer fundamento. A Imprensa também reaviva com demasiada frequência vulgarmente o sentimento religioso, enquanto não hesita em espalhar as mais vergonhosas obscenidades, agitando e com danos incalculáveis que conduzem à infância viciosa e à juventude traída.[3]
- Devemos sobretudo lamentar com esmagadora tristeza que em não poucas nações os direitos de Deus, da Igreja e da própria natureza humana sejam escandalizados e espezinhados. Os ministros sagrados, mesmo aqueles que são investidos com elevados dignitários, ou são expulsos dos seus próprios Vistos, exilados e presos, ou são impedidos de exercer o seu ministério. No campo da educação, seja de nível inferior ou universitário, bem como nas publicações e na Imprensa, a permissão para explicar e defender a doutrina da Igreja ou não é dada ou é tão restrita e sujeita a tal vigilância pela censura oficial que a proposta arbitrária de que a verdade, a liberdade e a religião devem ser submissas apenas à autoridade civil parece ser o princípio estabelecido.[4]
- Ninguém deve ficar ocioso e preguiçoso diante de tantos males e perigos, enquanto os que estão no outro campo se esforçam para destruir as próprias bases da religião católica e da adoração cristã. Que nunca aconteça que "os filhos deste mundo são mais sábios do que os filhos da luz" (Lucas XVI. 8); nunca seja que os últimos sejam menos ativos que os primeiros.[5]
- Com fé, amor e esperança, portanto, dirigimos a Ele nossas orações. Que Ele então, especialmente durante este Ano Santo, despreze benignamente a humanidade, oprimida por tantos infortúnios, assaltada por tantos medos e por ondas de tantas discórdias. E como um dia, por Seu sinal divino, Ele acalmou a tempestade no lago da Galileia, para que hoje acalme as tempestades humanas.[6]

## 2
1. ↑  Anni sacri, 9
2. ↑  Anni sacri, 2
3. ↑  Anni sacri, 3
4. ↑  Anni sacri, 5
5. ↑  Anni sacri, 8
6. ↑  Anni sacri, 13

## Encíclica no site do Vaticano
- Encíclica Sacri Anni no site do Vaticano